# Starý Tekov
Starý Tekov este o comună slovacă, aflată în districtul Levice din regiunea Nitra. Localitatea se află la altitudinea de 167 m deasupra n.m., se întinde pe o suprafață de 10,57 km2 și în 2017 număra 1.451 de locuitori.

## Istoric
Localitatea Starý Tekov este atestată documentar din 1075.

## Demografie
| An:                | 1994 | 2004   | 2014   | 2024    |
| ------------------ | ---- | ------ | ------ | ------- |
| Număr de persoane: | 1490 | 1467   | 1414   | 1597    |
| Diferență:         |      | −1,54% | −3,61% | +12,94% |

| An:                | 2023 | 2024   |
| ------------------ | ---- | ------ |
| Număr de persoane: | 1548 | 1597   |
| Diferență:         |      | +3,16% |